# Hylocereus

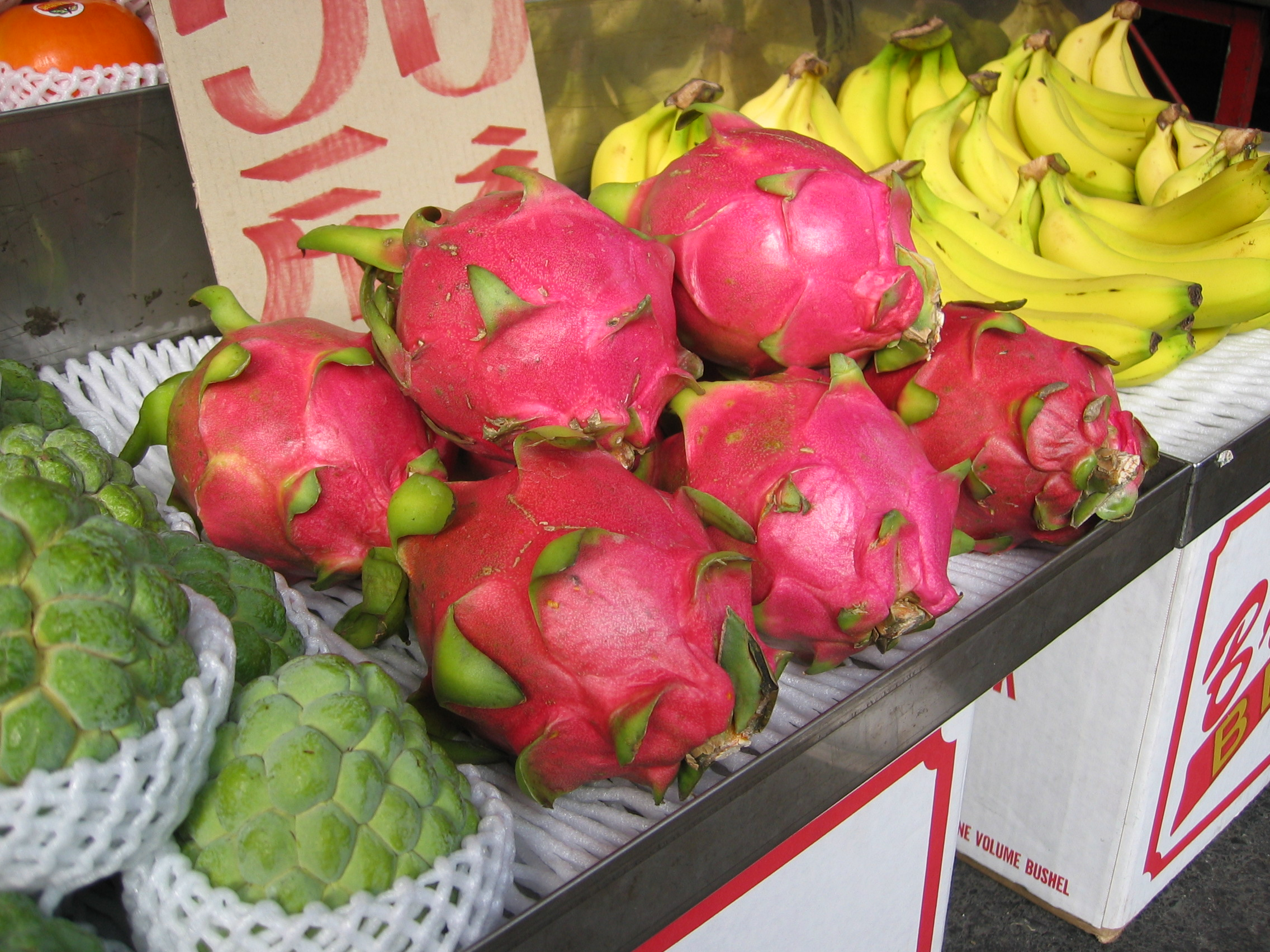
Owoce dragonfruit

Hylocereus (Hylocereus (A.Berger) Britton & Rose) – rodzaj roślin z rodziny kaktusów, którego przedstawiciele występują w tropikalnych lasach Ameryki Środkowej. 

## Morfologia i biologia
Kaktusy te to typowe epifity, wspinające się po drzewach i skałach. Łodyga wytwarza korzenie powietrzne. Kwiaty są bardzo duże, nocne. Rodzaj ten obejmuje także gatunki mające jadalne owoce, które często występują w handlu pod nazwą pitaja lub pod angielskimi nazwami dragonfruit lub pitahaya.

## Systematyka
Synonimy
Wilmattea Britton & Rose
Pozycja systematyczna według APweb (aktualizowany system APG III z 2009)
Należy do rodziny kaktusowatych (Cactaceae) Juss., która jest jednym z kladów w obrębie rzędu goździkowców (Caryophyllales) i klasy roślin okrytonasiennych. W obrębie kaktusowatych należy do plemienia Hylocereeae, podrodziny Cactoideae.
Pozycja w systemie Reveala (1993-1999)
Gromada okrytonasienne (Magnoliophyta Cronquist), podgromada Magnoliophytina Frohne & U. Jensen ex Reveal, klasa Rosopsida Batsch, podklasa goździkowe (Caryophyllidae Takht.), nadrząd Caryophyllanae Takht., rząd goździkowce (Caryophyllales Perleb), podrząd Cactineae Bessey in C.K. Adams, rodzina kaktusowate (Cactaceae Juss.), rodzaj Hylocereus (A.Berger) Britton & Rose.
Gatunki (wybór)
- Hylocereus calcaratus (F.A.C. Weber) Britton & Rose
- Hylocereus costaricensis (F.A.C.Weber) Britton & Rose
- Hylocereus extensus (Salm-Dyck ex DC.) Ralf Bauer
- Hylocereus lemairei (Hook.) Britton & Rose
- Hylocereus megalanthus (K. Schum. ex Vaupel) Ralf Bauer
- Hylocereus microcladus Backeb.
- Hylocereus minutiflorus Britton & Rose
- Hylocereus monacanthus (Lem.) Britton & Rose
- Hylocereus ocamponis (Salm-Dyck) Britton & Rose
- Hylocereus purpusii (Weing.) Britton & Rose
- Hylocereus schomburgkii (FORSTER) Backeb.
- Hylocereus setaceus (Salm-Dyck ex DC.) Ralf Bauer
- Hylocereus stenopterus (F.A.C. Weber) Britton & Rose
- Hylocereus trigonus (Haw.) Saff.
- Hylocereus undatus (Haw.) Britton & Rose – pitaja

Zobacz też
- epifyllum (Epiphyllum) – inny rodzaj z rodziny kaktusowatych, rodzący jadalne owoce.